# Tenis na wózkach na Letnich Igrzyskach Paraolimpijskich 2000
Tenis na wózkach na Letnich Igrzyskach Paraolimpijskich 2000 – turniej tenisa ziemnego na wózkach, który rozgrywany był podczas igrzysk paraolimpijskich w Sydney. Do igrzysk zakwalifikowało się 72 zawodników, w tym 48 mężczyzn i 24 kobiet. Zawodnicy zmagali się na obiektach Olympic Park Tennis Centre. Tenisiści rywalizowało w czterech konkurencjach: singlu i deblu mężczyzn oraz kobiet.

## Medaliści
| Konkurencja                | Złoty medal                  | Srebrny medal                  | Brązowy medal                        |
| singel kobiet na wózkach   | Esther Vergeer               | Sharon Walraven                | Maaike Smit                          |
| singel mężczyzn na wózkach | David Hall                   | Stephen Welch                  | Kai Schramayer                       |
| debel kobiet na wózkach    | Maaike Smit Esther Vergeer   | Branka Pupovac Daniela Di Toro | Christine Otterbach Petra Sax-Scharl |
| debel mężczyzn na wózkach  | Ricky Molier Robin Ammerlaan | David Johnson David Hall       | Stephen Welch Scott Douglas          |

### Tabela medalowa
| Miejsce | Państwo           | Złoto | Srebro | Brąz | Razem |
| ------- | ----------------- | ----- | ------ | ---- | ----- |
| 1       | Holandia          | 3     | 1      | 1    | 5     |
| 2       | Australia         | 1     | 2      | 0    | 3     |
| 3       | Stany Zjednoczone | 0     | 1      | 1    | 2     |
| 4       | Niemcy            | 0     | 0      | 2    | 2     |
|         | Razem             | 4     | 4      | 4    | 12    |